# Пупо
Э́нцо Гина́цци (итал. Enzo Ghinazzi), более известный под псевдонимом Пу́по (итал. Pupo, род. 11 сентября 1955, Латерина, Тоскана) — итальянский певец и композитор.
Помимо выступлений в Италии певец неоднократно гастролировал в странах Восточной Европы.

## Биография
Родился в 1955 году в итальянском городе Понтичино области Тоскана, провинции Ареццо.
Отец мальчика служил почтальоном, мать занималась домашним хозяйством. Родители Энцо любили петь, но не хотели карьеры вокалиста для сына, полагая её ненадёжной.
Его карьера в качестве певца стартовала в 1975 году. Первый альбом «Как ты прекрасна» («Come sei bella») вышел в 1976 году. Большой успех приходит в 1978 году с песней «Привет» («Ciao»), а затем с «Шоколадное мороженое» («Gelato al cioccolato»), написанной Кристиано Мальджольо. Практически все его альбомы были изданы компанией «Baby records».
В 1980 году он занял 3-е место на фестивале Сан-Ремо с песней «О нас» («Su di noi»), которая становится одной из его самых известных. В сентябре 1981 Пупо выигрывает приз «Золотая гондола» на фестивале в Венеции, его выступление с песней «Только благодаря тебе» («Lo devo solo a te») было показано также советским телевидением, что сразу привело к популярности певца в СССР. Альбом «Lo devo Solo A Te» был издан в СССР фирмой «Мелодия». В 1983 году исполняет на фестивале Сан-Ремо песню «Голубые небеса» («Cieli azzurri»), в 1984 году — «Большая любовь» («Un amore grande», написанной Умберто Тоцци и Джанкарло Бигацци (4-е место, песня включена в передачу ТВ СССР о фестивале, затем несколько раз повторена по многочисленным просьбам зрителей). Другой его большой успех — «Флоренция Санта Мария Новелла» («Firenze Santa Maria Novella»), в которой он поёт о своей любви к тосканской столице.
В начале восьмидесятых певец впервые побывал в СССР (в качестве туриста); у него завязался роман с русской девушкой, которой он посвятил песню «Lidia a Mosca». В октябре 1985 Пупо, на волне популярности в СССР, совместно с певицей Фиордализо, приезжает с концертами в Москву и Ленинград (10-20 октября в СКК имени Ленина), как Центральное телевидение СССР, так и ленинградское ТВ, выпускают фильмы, вышедшие в телеэфир.
После нескольких лет кризиса вернулся в Сан-Ремо в 1992 году с песней «La mia preghiera».
Пупо автор не только своих песен, он также пишет песни для других исполнителей, таких как «Sarà perché ti amo», хит группы «Ricchi e Poveri». Многие песни Пупо были переведены на немецкий, французский, английский, испанский языки.
В последние годы он часто выступает во многих телевизионных программах. В 2005 году был приглашён в Бразилию для второго издания реалити-шоу «La fattoria». Летом 2005 впервые ведёт свою собственную программу на Rai Uno — викторину «Il malloppo». Благодаря успеху у публики Пупо было поручено вести программу «Affari tuoi». В 2006 году ведёт новую передачу «Tutto per tutto», а в 2007 — «Reazione a catena — L’intesa vincente» на Rai Uno. С 2009 года по настоящее время является главным ведущим популярной телепередачи «I Raccomandati», выходящей на телевизионном канале Rai Uno. С января 2010 года ведёт развлекательную радиопередачу «Attenti a Pupo» на Rai Uno. В 2018 году создал своё шоу «Pupi e fornrelli».
В 2009 году вновь принял участие в фестивале Сан-Ремо—2009 с песней «L’opportunità», вместе с Паоло Белли и Йуссу Н’Дуром. Пупо принял участие в шестой раз в фестивале Сан-Ремо—2010, вместе с Эммануилом Филибертом и Лукой Каноничи. Трио представило песню под названием «Italia amore mio» и заняло второе место, обогнав по итогам голосования Марко Менгони, которого до фестиваля все считали фаворитом, но уступив ещё одному «фабриканту» Валерио Скану.
В 2016 году он открыл своё кафе-мороженое под названием одной из его песен «Gelato al cioccolato». В этом кафе можно увидеть фотографии певца в разные годы. Также в кафе работает одна из его дочерей — Валентина.
В 2018 году после 12-летнего перерыва дискография Пупо пополнилась новым альбомом «Порно против любви». Несмотря на провокационное название, в сборнике нет пошлости и грязи. Песни Пупо противопоставляют романтическое чувство «фильмам для взрослых». Также в 2018-м певец создал шоу Pupi e fornrelli.
В 2019 году помимо выступлений в Италии совершил концертный тур в Канаде и Украине.
В марте 2024 года в качестве специального гостя выступил на церемонии вручения российской национальной музыкальной премии «Виктория».
4 июля 2025 года выпустил новый альбом  "Insieme".

## Личная жизнь
С июля 1974 года женат на Анне. С 1989 года состоит в отношениях с личным менеджером Патрицией Абати. Отец трёх дочерей; имеет двух внуков и внучку.

## Список песен
1. 1975 — «Ti scriverò»
2. 1976 — «Noi adesso»
3. 1976 — «Come sei bella»
4. 1977 — «Io solo senza te»
5. 1978 — «Ciao»
6. 1979 — «Forse»
7. 1979 — «Lidia a Mosca»
8. 1979 — «Gelato al cioccolato»
9. 1980 — «Su di noi»
10. 1980 — «Cosa farai»
11. 1980 — «Firenze santa maria novella»
12. 1981 — «Lo devo solo a te»
13. 1981 — «Nashville»
14. 1981 — «Ti sembra facile»
15. 1981 — «La storia di noi due»
16. 1981 — «Chissa se domani»
17. 1981 — «Burattino telecomandato»
18. 1982 — «Ancora io»
19. 1983 — «E va bene così»
20. 1983 — «Cieli azzurri»
21. 1983 — «Quanta gente»
22. 1983 — «E gia mezzanotte»
23. 1984 — «La mia anima»
24. 1984 — «Malattia d’amore»
25. 1984 — «Un amore grande»
26. 1985 — «Change generation»
27. 1985 — «Io mi fermo qui»
28. 1985 — «La mia liberta»
29. 1985 — «Vita da artista»
30. 1986 — «La vita è molto di più»
31. 1986 — «Piccole poesie»
32. 1987 — «Amore italiano»
33. 1989 — «Dove sarai domani»
34. 1989 — «Quello che sono»
35. 1991 — «Bambina»
36. 1992 — «La mia preghiera»
37. 1992 — «Dimmi che cose»
38. 1992 — «La luna»
39. 1995 — «Senza fortuna»
40. 1996 — «La notte»
41. 1996 — «Tu vincerai»
42. 1996 — «L’angelo postino»
43. 1997 — «In eternità»
44. 1998 — «Non è un addio»
45. 1998 — «Primavera»
46. 1998 — «Ritrovo te»
47. 1998 — «É Fiorentina»
48. 2000 — «Sei caduto anche tu»
49. 2000 — «L’indifferenza»
50. 2000 — «Tu vivi ancora»
51. 2000 — «Con il tempo capirai»
52. 2000 — «Sempre cosi sara»
53. 2004 — «Tradimento»
54. 2006 — «Cosi per sempre»
55. 2009 — «L’opportunità»
56. 2016 — «Porno contro amore»
57. 2016 — «Pensiero mio»
58. 2016 — «Se ci sei»
59. 2016 — «Vietato»
60. 2016 — «Non odiarmi»
61. 2016 — «Da solo»
62. 2016 — «Nei pensieri miei»
63. 2016 — «Buon compleanno»
64. 2016 — «Sei tu»
65. 2016 — «Vivere con te»
66. 2016 — «Per voi due»
67. 2016 — «Sarà perchè ti amo»

## Альбомы
1. 1976 — «Come sei bella»
2. 1979 — «Gelato al cioccolato»
3. 1980 — «Più di prima»
4. 1981 — «Lo devo solo a te»
5. 1983 — «Cieli azzurri»
6. 1984 — «Malattia d’amore»
7. 1985 — «Change generation»
8. 1986 — «La vita è molto di più»
9. 1989 — «Quello che sono»
10. 1991 — «Canada’s Wonderland»
11. 1992 — «La mia preghier»
12. 1992 — «Enzo Ghinazzi 1»
13. 1994 — «All the best»
14. 1996 — «Pupo 1996»
15. 1998 — «Pupo „Tornerò“»
16. 2000 — «Sei caduto anche tu»
17. 2004 — «L’equilibrista»
18. 2016 — «Porno contro amore»
19. 2025 - "Insieme"